# Camera Obscura (album)
Camera Obscura – szósty album Nico (nagrany z grupą The Faction), wydany w 1985 przez wytwórnię Beggars Banquet. Nagrań dokonano w marcu i kwietniu 1985 w The Strongroom w Londynie. 

## Lista utworów
1. „Camera Obscura” (Nico, J. Cale, J. Young, G. Dids) – 3:42
2. „Tananore” (Nico) – 4:24
3. „Win a Few” (Nico) – 6:10
4. „My Funny Valentine” (R. Rodgers, L. Hart) – 3:23
5. „Das Lied vom einsamen Mädchen” (R. Gilbert, W. R. Heymann) – 5:40
6. „Fearfully in Danger” (Nico) – 7:26
7. „My Heart Is Empty” (Nico) – 4:37
8. „Into the Arena” (Nico) – 4:12
9. „König” (Nico) – 4:08

## Skład
- Nico – śpiew, fisharmonia

The Faction
- James Young – instr. klawiszowe
- Graham Dids – instr. perkusyjne
- John Cale – śpiew w „Camera Obscura"
- Ian Carr – trąbka w „My Funny Valentine” i „Into the Arena”

produkcja
- Dave Young – inżynier dźwięku
- John Cale – producent